# 윌리엄 H. 랜드

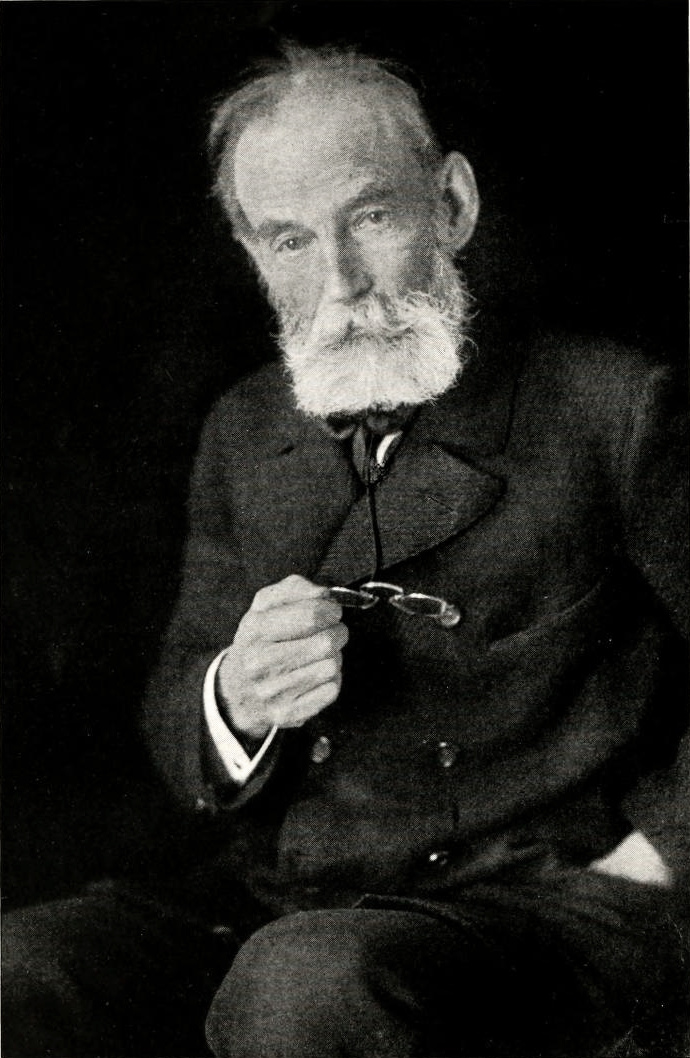

윌리엄 헨리 랜드 (William Henry Rand, 1828년 5월 2일 ~ 1915년 6월 20일)는 미국의 인쇄업자이자 랜드 맥날리 출판사의 공동 창립자이다. 그는 매사추세츠주 퀸시에서 태어났으며 청년 시절 보스턴에 있는 형제 인쇄소에서 견습생이었다. 그는 1849년 9월 캘리포니아 골드 러시때 이동하였다. 그는 로스앤젤레스에 정착하여 주 최초의 신문인 로스앤젤레스 스타(Los Angeles Star)를 공동 창립했다. 1856년 그는 잠시 보스턴으로 돌아와 시카고로 이주하여 같은 해 6월에 인쇄소를 열었다. 2년 후 그는 아일랜드 이민자인 앤드류 맥널리를 고용하여 주당 9달러에 자신의 가게에서 일하게 했다. 두 사람 은 1868년에 공식적으로 랜드 맥날리를 설립했으며 역사상 가장 크고 가장 잘 알려진 지도 출판사 중 하나가 되었다. 랜드는 1899년에 랜드 맥날리의 회장직에서 은퇴하고 매사추세츠주 이스트 밀턴이라는 소년 시절 집으로 돌아갔다. 그는 코네티컷주 뉴캐넌에 있는 딸의 집에서 한동안 병을 앓다가 사망했다. 그에게는 세 딸이 있었는데 그 중 하나는 Agnes Lee 이고 두 아들은 William Rand, Jr.(1866년 1월 8일 - 1931년 2월 10일)였다. 

## 같이 보기
- 랜드 맥날리